# Giacomo Conca
Pour les articles homonymes, voir Conca (homonymie).
Giacomo Conca,  (Rome, 6 février 1787 - 9 mars 1852) est un peintre italien de la période néoclassique.

## Biographie
Giacomo Conca, fils du peintre Tommaso Conca et d'Angela Raffaelli, est né à Rome le 6 février 1787 et le dernier membre de la famille d'artistes italiens Conca. 
Sa carrière est brillante car il remporte cinq fois le prix de l' Accademia del nudo (avril et septembre 1805, mars 1808, 1809 et 1810.
À partir de 1806 et 1807 il pose une demande de licence d'exportation des tableaux et portraits dont celui du pape Pie VII. 
En 1810 il remporte le premier prix de peinture du concours Balestra avec le tableau de style néoclassique Achille che giura sul corpo di Patroclo (Rome, Accademia di S. Luca).
En mars 1812 l'administration napoléonienne lui commande conjointement avec son père une peinture de 12 × 32 « palmi romani » pour le deuxième salon de l'appartement de l'impératrice au Quirinal représentant la Battaglia delle Termopili, œuvre perdue. 
En 1818, Giacomo Conca participe sous la direction de Antonio Canova à la décoration à fresque des lunettes de la galleria Chiaramonti des Musées du Vatican.
Devenu peintre officiel, Giacomo Conca est admis à la Congregazione dei Virtuosi al Pantheon le 16 mars 1836 et le 16 mai 1836 et il reçoit la croix de « cavaliere dello Speron d'oro ». 
En 1848 il est nommé « soprintendente alle gallerie dei Virtuosi ».
Giacomo Conca meurt à Rome le 9 mars 1852.

## Œuvres
- Papa Leone XII esce dal Vaticano, alla presenza dei suoi assistenti di camera Ludovico Altieri, Alberto Barbolani, e del Cardinale Francesco Bertazzoli, la sera del 17 aprile 1829 (1830),
- Papa Gregorio XVI benedice e consacra Ludovico Altieri nella Basilica di Santa Maria Maggiore, al cospetto del Cardinale Sinibaldi,
- Ritratto del Papa Pio VII (1810), huile sur toile,
- Ritratto del Papa Pio IX (1848), huile sur toile,
- Achille che giura sul corpo di Patroclo, Accademia di San Luca, Rome,
- Battaglia delle Termopili (1812), huile sur toile (perdu),
- la Creazione della Pinacoteca Vaticana, galleria Chiaramonti, Musées du Vatican,
- San Giovanni Evangelista (1818), cappella Paolina, Quirinal
- Ritratto del Papa Leone XII,
- Vergine Immacolata con i santi Gaudenzio e Carlo Borromeo (1828), église San Carlo della Congregazione degli Oblati, Rome[2].
- San Giovanni della Croce (1829), basilique San Pancrazio[3]
- Diario[4]
- Ordinazione di san Filippo Neri, église San Tommaso in Parione[5].